# Popovo Selo
Popovo Selo je naselje u Republici Hrvatskoj, u sastavu Grada Ogulina, Karlovačka županija.

Popovo Selo tj. zaseoci: Popovo Selo, Vršak i Gojak, smješteni su na krškoj zaravni oko izvora Donje Dobre koja ponekad zato i naziva Gojačka Dobra. 
Prirodni tok Dobre od Đulina ponora u Ogulinu kroz podzemlje do izvora Gojak (u spiljskom sustavu možda dužem od 30 km) osiromašen je 1959. god. Većina vode sada je preusmjerena tunelima na turbine HE Gojak.

## Stanovništvo
Prema popisu stanovništva iz 2001. godine, naselje je imalo 58 stanovnika te 24 obiteljskih kućanstava.
| broj stanovnika | 478   | 680   | 657   | 439   | 454   | 596   | 502   | 459   | 384   | 362   | 277   | 182   | 129   | 63    | 58    | 46    | 43    |
|                 | 1857. | 1869. | 1880. | 1890. | 1900. | 1910. | 1921. | 1931. | 1948. | 1953. | 1961. | 1971. | 1981. | 1991. | 2001. | 2011. | 2021. |